# Соко град (Сокобања)
Соко град је средњовековни град зван још и Соколац, смештен на 2 km источно од Сокобање. Истраживања су показала да је град врло разуђен и великих размера. У добром стању је сачувана само прва, улазна кула у горњем граду, а остало је, како куле, тако и зидови, порушено.

## Легенда о настанку Сокобање
Некад, у времена давна, силан велможа, господар тврдог Соко-града, јахаше котлином. Одједном, смрачи се небо над Озреном, севну муња са Оштре чуке, па груну гром и задрхта земља све до Шиљка на суром Ртањ. Поскочи уплашени хат. Јахач паде с њега и изгуби свест. Када се господар Соко-града освести, учини му се да су му све кости поломљене. Није могао на ноге да се ослони. Лежао је тако и чекао смрт... Изненада, зачу клокот воденог кључа. Полако и болно се придиже да се бар жедан од света не растави. Кад велможа први гутљај воде, с дотле врела непознатог, попи, у глави му се намах све разбистри. Кад то господар тврдог Соко-града виде, онако у оделу господскоме, окупа се у кладенцу, оздрави одмах, па се орно врати у град. Одмах нареди да се кућа над извором дигне. Замало прочу се глас о води исцелитељици на све четири стране света. Са свих страна навалише они што им душа у носу бејаше да на кључу воде видарице за своје бољке мелем потраже. Оздравише многи од воде у котлини међу Озреном и Ртњем. Они што су највише болни били ту и домове подигоше.

## Прошлост града
Настао је у периоду византијског цара Јустинијана, као тврђава за спречавање аварских и словенских упада у дубину Балканског полуострва. Стефан Немања га заузима 1172. године и он је од тада у саставу српске средњовековне државе. Током протеривања богумила из Србије у сукобима се нашао и Соко град чији је управник био богумил, због чега је Немања опсео и заузео град који је том приликом претрпео већа разарање. Турци га, као и целу Видинску кнежевину у чијем саставу се Соко град налазио крајем XIV века, заузимају 1398. године. Од турске власти се 1412. године одметнуо соколски и сврљишки бег Хамза који је столовао у Соко граду, тако да се против њега исте године упутио султан Муса. Хамзину побуну угушио је султан наредне године, а током борби Соко град је поново разрушен. Хамза је послат, у тадашњу престоницу, Једрене где је погубљен, док је месно становништво расељено широм Османског царства.

## Галерија слика
- Соко град кула
- Соко град кула поглед изнутра
- Соко град кула унутрашње степенице
- Поглед на Сокоград
- Поглед на Сокоград у пролеће из подножја
- Поглед на Сокоград